# Zephyranthes minuta
Zephyranthes minuta là một loài thực vật có hoa trong họ Amaryllidaceae. Loài này được (Kunth) D.Dietr. miêu tả khoa học đầu tiên năm 1840.

## Hình ảnh

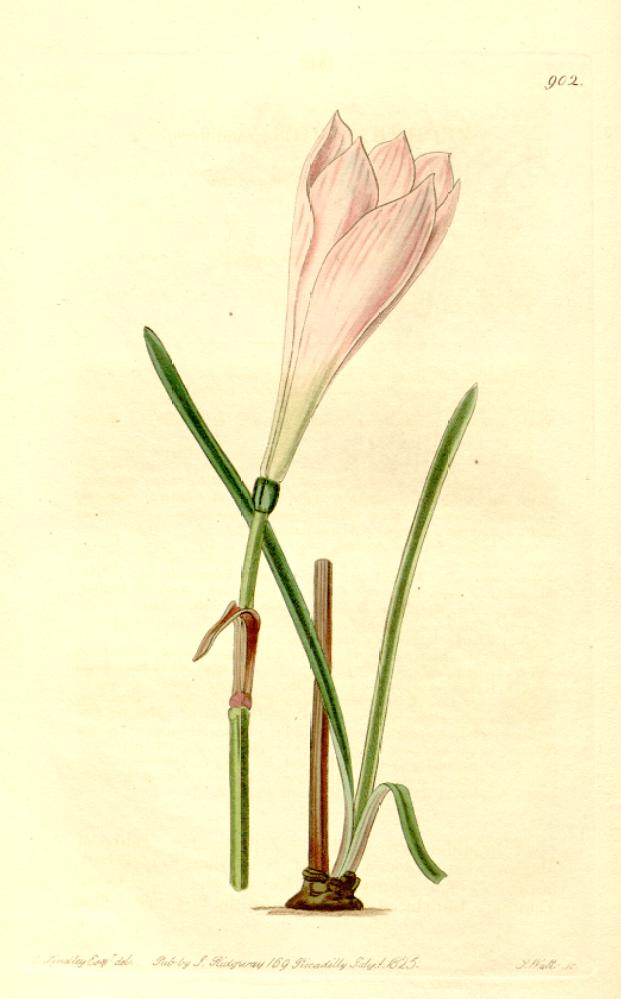
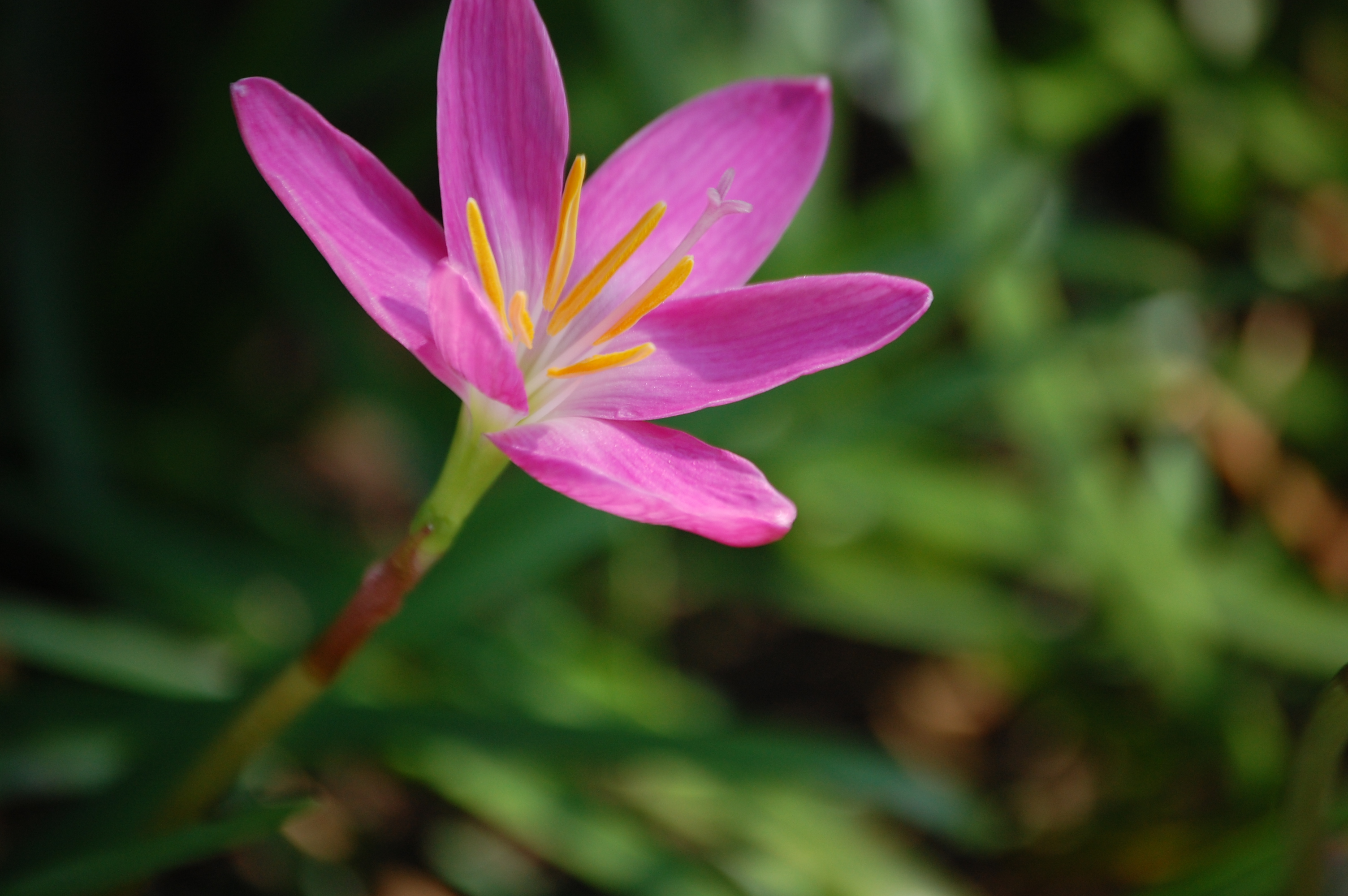
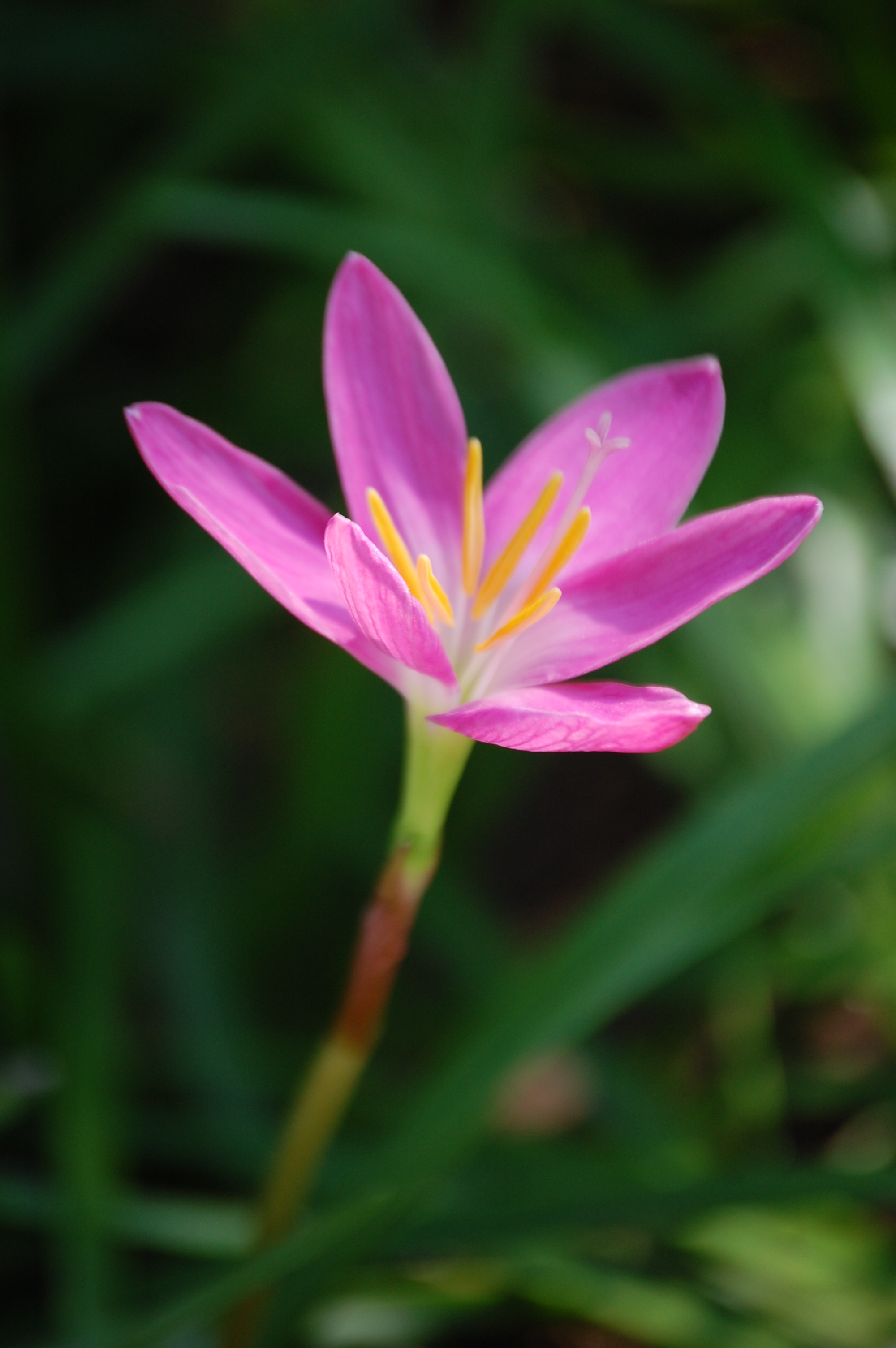
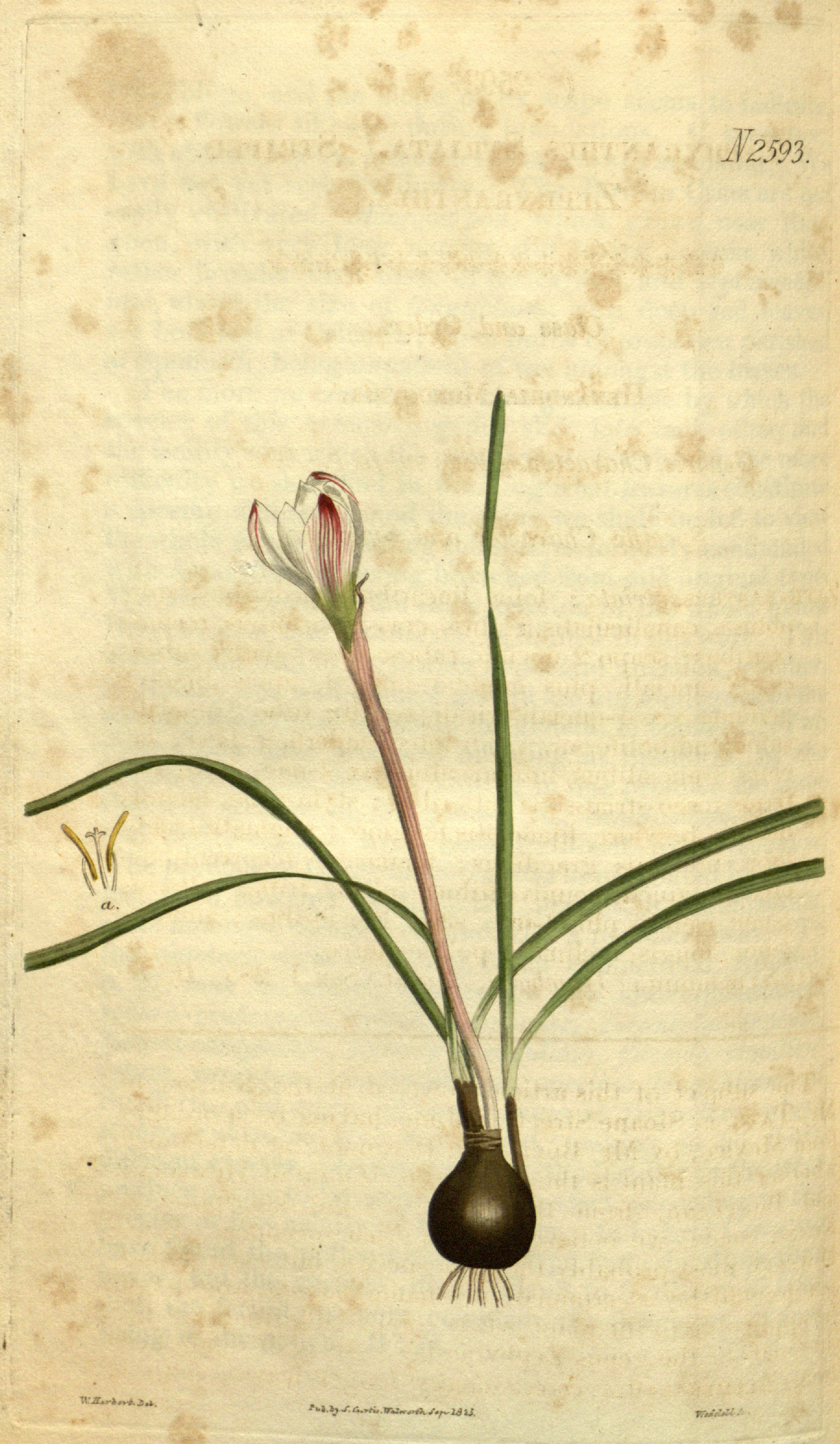